# Rosas Blancas
Rosas Blancas, va ser una sèrie de quaderns de còmic publicats per l'Ediciones Toray entre el 1958 i el 1965 se'n varen editar un total de 378 números. Va ser el primer exemple de l'anomenat "còmic sentimental-pròxim", en la terminologia encunyada per l'investigador Juan Antonio Ramírez i presentava una visió idealitzada de la vida burgesa per ser consumit per les classes populars. El seu dibuixant més important va ser Maria Pascual, convertida ja en tota una estrella de l'editorial.

## Dades de publicació
De la sèrie Rosas Blancas, se'n varen editar, un total de 378 números ordinaris, el format era el de quadern grapat, apaïsat amb unes mides de 16 x 21 cm en blanc i negra amb les cobertes en color i 12, 36, i 8 pàgines en diferents etapes. La periodicitat era setmanal i es varen publicar tres extraordinaris fora de numeració: Almanaque 1960, Almanaque 1961 i Almanaque 1962, tots de 16 X 22 cm, i un PVP de 5 pessetes.